# Metacrosalenia
Metacrosalenia is een geslacht van uitgestorven zee-egels uit de familie Acrosaleniidae.

## Soorten
- Metacrosalenia pseudocidaroides Currie, 1925 †
- Metacrosalenia quadrimiliaris Currie, 1927 †